# 顿河方面军
顿河方面军是第二次世界大战期间，苏联红军组建的一支方面军，该部队存在于1942年9月至1943年2月间，只有过一任司令员，即康斯坦丁·罗科索夫斯基。部队番号中的顿河指的就是俄罗斯境内的河流頓河。
根据苏军最高统帅部于1943年2月5日下达的命令，顿河方面军于2月15日被改编为中央方面军。